# 여민정 (성우)
여민정(余敏静, 1975년 5월 13일 ~ )은 대한민국의 성우로, CJ ENM 성우극회 공채 4기로 입사했다.

## 출연 작품
굵은 글씨는 메인 캐릭터.

### 현재 방송 중인 작품들
- 히어로 써클 시즌 3 - 세나 (예정)
- 명탐정 코난 (투니버스, 애니맥스) 시즌 21 - 한아름 (예정)
- 짱구는 못말려 (3, 5, 8~기) (투니버스) 시즌 23 - 신짱아, 철수, 정혜선 (유리 엄마) <예정>
- 신비아파트 시리즈  (투니버스) 시즌 5 - 이가은 (예정)
- 안녕 자두야 (SBS, 투니버스) 시즌 5 - 최자두 (예정)
- 캐치! 티니핑 (KBS) 시즌 3 - 하니, 벨리타
- 미라큘러스: 레이디버그와 블랙캣 시즌 5 - 마리네뜨 뒤팽-쳉,레이디버그

## TV 애니메이션(투니버스, (구) 퀴니)
- Go! Go! 다섯 쌍둥이 (투니버스) - 진홍이
- 고스트 바둑왕 (투니버스) - 와야 요시타카, 레에핑
- 그 남자 그 여자 (투니버스) - 영주
- 꽃보다 남자 (투니버스) - 다빈
- 꿈빛 파티시엘 (투니버스) - 바닐라
- 꿈빛 파티시엘 프로페셔널 (투니버스) - 바닐라
- 나루토 (투니버스) - 하루노 사쿠라
- 나루토 질풍전 (투니버스) - 하루노 사쿠라
- 나의 파트라슈 (투니버스) - 비비
- 너에게 닿기를 (투니버스) - 쿠루미자와 우메
- 네기마!? (애니맥스) - 코노카, 아사쿠라, 타츠미야 마야
- 내일의 나쟈 (투니버스) - 코렛트
- 다!다!다! (투니버스) - 루다, 이하늘, 다리앙
- 더 파이팅 (투니버스) - 선우은지, 챠나
- 두다다쿵 (투니버스) - 오구리
- GTO (투니버스) - 미즈키 나나코
- 란마1/2 (투니버스) - 주세나
- 레터비 (투니버스) - 라그 시잉
- 로봇전사 감마 (투니버스) - 나대호
- 록맨 에그제 (투니버스) - 메일
- 록맨 에그제 엑서스 (투니버스) - 메일
- 마루코는 아홉살 (투니버스, 재능TV) - 하루, 쵸카, 히로, 노미 엄마, 다카시 엄마
- 마법변신! 아이돌 프린세스 리틀프릿 (투니버스) - 사과
- 마법의 스테이지 팬시라라 (투니버스) - 다솔 언니
- 마이 리틀 포니 (투니버스) - 래리티
- 메탈파이트 베이블레이드 (투니버스) - 아마노 마도카(제시카), 리 치윤, 엔소 그레이시
- 괴도키드 스페셜 (투니버스) - 임청아
- 괴도키드 1412 (투니버스) - 임청아
- 명탐정 코난 (투니버스, 애니맥스) - 한아름, 이하연, 안재희, 임청아, 심상연, 전수민, 심채리, 송인경, 이혜정
- 무인행성 서바이브 (투니버스) - 루나
- 배틀짱 (투니버스) - 페코르
- 별나라친구 올리 (투니버스) - 엄마
- 부기팝은 웃지 않는다 (투니버스)
- 브랏츠 - 밤샘파티 대모험 (투니버스) - 진저
- 블레이징 틴스3 (투니버스) - 리암
- 블리치 (투니버스) - 쿠로사키 유즈
- 사이버시티 오에도 808 (투니버스) - 오키
- 샤머닉 프린세스 (애니맥스)
- 세토의 신부 (투니버스) - 에도마에 루나,  세토 렌
- 선계전 봉신연의 (투니버스) - 가씨
- 슈팅 바쿠간 (투니버스) - 미라
- 슈퍼갤즈 (퀴니) - 고토부키 사요(나중), 옐로(나중), 토와
- 신기동전기 건담W (투니버스) - 캐서린 브룸
- 신비한 별의 쌍둥이 공주 꼬옥! (투니버스) - 시폰
- 신의 괴도 잔느 (투니버스) - 잔 다르크
- 아바타 - 아앙의 전설 (투니버스) - 토프
- 아이 엠 스타! - 리사
- 아즈망가 대왕 (투니버스) - 윤나라
- 아침안개의 무녀 (투니버스) - 유키에
- 안녕 자두야 스페셜 (투니버스) - 인어공주 자두
- 여신님! 작다는 건 편리해 (투니버스) - 베르단디
- 오란고교 사교클럽 (투니버스) - 하니노즈카 미츠쿠니
- 엔젤릭 레이어 (투니버스) - 예린, 유연수
- 와라! 편의점 (투니버스) - 최자두
- 외면하는 아이들 (투니버스) - 명구
- 울프스 레인 (투니버스) - 블루, 뮤
- 울트라 매니악 (퀴니) - 타테이시 아유
- 작은 눈의 요정 슈가 (투니버스) - 노마
- 전설의 마법 쿠루쿠루 (투니버스) - 쥬쥬
- 쥬베이쨩 (투니버스) - 오다고 아유노스케, 해설
- 행복한 세상의 족제비 - 장라라 & 장미미, 루루
- 짱구는 못말려 (3, 5, 8~기) (투니버스) - 짱아, 철수, 유리엄마, 미미
- 신비아파트: 고스트볼의 비밀 (투니버스) - 이가은
- 신비아파트: 고스트볼 X의 탄생 (투니버스) - 이가은
- 신비아파트: 고스트볼X의 탄생 두번째 이야기 (투니버스) - 이가은
- 신비아파트: 고스트볼 더블 X 6개의 예언 (투니버스) - 이가은(샤를리엔)
- 요괴워치 섀도우 사이드 (투니버스) - 윤단아
- 가정교사 히트맨 리본 (투니버스) - 바질
- 정글은 언제나 맑음 뒤 흐림 (투니버스) - 구루미
- 천방지축 이나탁구부 (투니버스)
- 초광속 그랜돌 (투니버스)
- 침략! 오징어 소녀 (투니버스) - 두루미
- 카레이도 스타 (투니버스) - 소피 오즈왈드
- 크르노 크루세이드 (투니버스) - 아즈마리아 핸드릭
- 클램프 학원 탐정단 (투니버스) - 혜미, 아니타
- 탐정학원 Q (투니버스) - 미나미 메구미
- 투하트 (투니버스) - 천세리, 멀티
- 트리니티 블러드 (투니버스) - 케이트 스코트
- 캐릭캐릭 체인지 (투니버스) - 리마
- 포켓몬스터 썬&문 (투니버스) - 최이슬
- 학교괴담 (투니버스) - 하나코, 이수지, 건널목의 지박령, 유설희
- 학원 앨리스 (투니버스) - 양은교
- 행복한 세상의 족제비 (투니버스)
- 직스 레벨2 (퀴니) - 메건
- 스켓 댄스 (투니버스) - 진모래
- 이트맨 (투니버스)
- 이트맨 98 (투니버스) - 나오미
- 왕도둑 징 (투니버스) - 럼, 베르무트
- 체포하겠어 (투니버스)
- 엑스 드라이버 (투니버스) - 네비게이터
- 무적왕 트라이제논 (투니버스) - 여자1
- 최유기 리로드 (투니버스) - 스튜디어스
- 뷰티풀 조 (투니버스) - 캡틴 블루 주니어
- 사무라이 참프루 (투니버스) - 오스즈
- 몬스터 (투니버스) - 룬
- 메르헤븐 (투니버스) - 로코
- 아가사 크리스티의 명탐정 포와로와 마플 (투니버스) - 코플링
- 까이유의 이야기 나라 (투니버스) - 의사
- 나의 지구를 지켜줘 (투니버스) - 엔쥬
- 에어마스터 (투니버스) - 미카
- 레인 (투니버스) - 지나
- 바이스 크로이츠 (투니버스) - 미리
- 말짱 꽝돌이 (투니버스) - 꽝돌이
- 은장기공 오디안 (투니버스) - 캐롤
- 떴다! 방울이 (투니버스) - 혜미
- 건방진 천사 (퀴니) - 하나카인 미키
- 엘리엇 키드 (투니버스) - 이사벨
- 미소의 세상 미소의 세상 스페셜 (투니버스) - 엄마  / 나리
- 나루토 SD - 록 리의 청춘 닌자전 (투니버스) - 사쿠라
- 지켜줘 롤리팝 (투니버스) - 니나
- 웨딩피치 (투니버스) - 아쿠엘다,에리카
- 원피스 Original7기 (투니버스) - 노코
- 베베데빌2기 - 임여리
- 포켓몬스터 XY, W - 카르네
- 괴도 조커 - 어린 쉐도우조커 외 각종 단역
- 건방진 천사 - 하나카인 미키

#### TV 애니메이션(KBS)
- 내 친구 우비소년 (KBS) - 뱃살공주, 오타군
- 동화나라 포인포 (KBS) - 부
- 그라미의 서커스쇼 (KBS) - 그라미 / 샘
- 놓지마 정신줄 (KBS) - 앨리스 김
- 생일왕국의 프린세스 프링 (KBS1) - 클라라, 핑
- 또봇 V 2기 (KBS) - 오바다
- 핑크퐁 원더스타 - 라이라, 조조, 프리도
- 명탐정 핑크퐁과 호기 - 조조, 태니
- 핑크퐁과 호기: 새 친구 니니모 - 조조, 태니
- 캐치! 티니핑 - 하니, 올리비아, 부끄핑, 씽씽핑
- 매직팬던트 대모험 - 효정
- 거멍숲을 지켜라! 버디프렌즈 (KBS) - 젤다

#### TV 애니메이션(대원방송)
- Go! 프린세스 프리큐어 - 한보미 / 큐어 플로라
- 절대가련 칠드런 (애니박스) - 산노미야 시호
- 인터섹션 (애니박스) - 피해여성
- 러키☆스타 (애니박스) - 코가미 아키라
- 엽기인걸 스나코 (대원방송) - 카사하라 노이
- 워킹맨 (애니박스) - 마유
- 슈퍼로봇대전 OVA (애니박스) - 마이, 리오, 라투니
- 기동전사 건담 AGE (대원방송) - 에밀리

#### TV 애니메이션(타사)
- 숲의 요정 페어리루 (디즈니 채널) - 가드니아
- 20 면상의 아가씨 (애니맥스) - 치코
- ARIA The ANIMATION (애니맥스) - 아리스 캐롤
- ARIA The NATURAL (애니맥스) - 아리스 캐롤
- ARIA The OVA ~ARIETTA~ (애니맥스) - 아리스 캐롤
- ARIA The ORIGINATION (애니맥스) - 아리스 캐롤
- KANON(2006년판) (애니맥스) - 미사카 카오리, 아마노 미시오
- NHK에 어서오세요 (애니맥스) - 나카하라 미사키
- 갤럭시 엔젤 (애니맥스) - 란파 프란보와즈
- 갤럭시 엔젤Z (애니맥스) - 란파 프란보와즈
- 갤럭시 엔젤A (애니맥스) - 란파 프란보와즈, 여신, 소년, 어린 아이2, 여군2, 점술사, 갓난 아기, 레베카의 실제 인물
- 겁쟁이 다람쥐 토토리 (애니맥스) - 할머니 거북이
- 개구쟁이 스머프(닉 코리아) - 스머페트, 만능이 스머프
- 꼬마공주 유시 (재능방송) - 유시
- 듀얼 레전드 제로 (재능TV) - 세틴, P
- 디지몬 고스트 게임 (재능TV) - 은하준
- 딸기 마시마로 (애니맥스) - 사쿠라기 마츠리
- 뚜루뚜루뚜 나롱이 (MBC) - 타조리, 팬지
- 쾌걸롱맨 나롱이 (MBC) - 타조리, 팬지
- 레고 프렌즈 (니켈로디언) - 올리비아
- 레인보우 버블젬 (EBS) - 인디고 킨, 하트콘, 레드 퀸
- 마법 냐옹이 타루토 (애니맥스) - 타루토
- 메탈베이블레이드 제로G (재능TV) - 제시카, 에이트
- 미라큘러스: 레이디버그와 블랙캣 (EBS) - 마리네뜨 뒤팽 쳉 / 레이디버그
- 뱀부 블레이드 (애니맥스) - 사야코, 요시오카
- 버블버블 인어친구들 (니켈로디언) - 노니
- 블레이징 틴스4 (재능TV) - 리암
- 빌리와 맨디의 무시무시한 모험 (카툰네트워크) - 맨디
- 빙쵸탄 (애니맥스) - 빙쵸탄
- 안녕 자두야 (SBS) - 최자두
- 어떤 과학의 초전자포 (애니맥스) - 사텐 루이코
- 엄마 까투리 (EBS) - 미꾸라지, 아기 오리 1
- 우리는 명탐정 (MBC)
- 윙스 프렌즈/윙스 클럽 (SBS, 니켈로디언) - 아이샤, 다프네
- 웨이사이드 (니켈로디언) - 모리시아
- 이웃집 아이들의 무시무시한 모험 (카툰네트워크) - 맨디
- 졸업 - 세일러 빅토리 (애니맥스) - 인조인간 지은
- 건담 빌드 파이터즈 (애니맥스) - 사샤,엄마
- 지옥소녀 (애니맥스) - 엔마 아이
- 지옥소녀 2기 (애니맥스) - 엔마 아이
- 토라도라! (애니맥스) - 아이사카 타이가
- 파라다이스 키스 (애니맥스) - 사쿠라다 미와코
- 하야테처럼 (애니맥스) - 세가와 이즈미, 타치바나 와타루
- 하얀마음 백구 (SBS)
- 레이튼 교수와 영원한 디바 (디즈니채널) - 아멜리
- 멋지다 코니 (재능TV) - 도라희
- 코라의 전설 (니켈로디언) - 토프
- 대니팬텀 (니켈로디언) - 재즈 / 샘 엄마
- 마루코는 아홉살 (애니맥스) - 사야
- 토리코 (카툰네크워크) - 아야메
- 리틀 프린세스 (EBS) - 공주
- 안젤리나 발레리나 (EBS) - 미미
- 팅가팅가 이야기 (EBS) - 주황 원숭이
- 피터 팬 (EBS) - 팅커벨
- 베리와 핑크팬더 (재능TV) - 셰레
- 베리와 아카메 VS 프라이미벌 2 (카툰네트워크) - 셰레
- 아발로 왕국의 엘레나 (디즈니 채널) - 이사벨
- 몬카트 (EBS1) - 미하엘 화이트
- 개구리 더 무비: 케로로 VS 케로로 천공대결전 - 미루루
- 난다 난다 니얀다 (카툰네트워크) - 콩이, 나나, 삐치크, 그 외
- 레고 프렌즈 - 올리비아, 엘라
- 극장판 요괴워치: 염라대왕과 5개의 이야기다냥! - 상우
- 토라도라! - 아이사카 타이가
- 학원 베이비 시스터즈 - 이노마타 마리아
- 헬로 카봇 쿵 (카툰네트워크) - 모사쿵
- 비밀♥비밀의 에그엔젤 코코밍 (디즈니 채널) - 럭키밍. 쇼피밍, 퐁퐁밍, 민준, 빛나 엄마
- 반짝반짝 해피★ 열려라! 코코밍 (디즈니 채널) - 럭키밍
- 도날드 덕 가족의 모험 (디즈니 채널)
- 101 달마시안 스트리트 (디즈니 채널) - 디제이, 디디, 도로시
- 미스테리야 (EBS) - 세실
- 반짝반짝 캐치! 티니핑 (재능TV) - 하니, 벨리타, 싹싹핑
- 새콤달콤 캐치! 티니핑 (재능TV) - 하니, 커핑, 푸딩핑
- 슈팅스타 캐치! 티니핑 (재능TV) - 하니, 벨리타, 나그네핑, 왕자핑

### 극장용 애니메이션
- 개구리 중사 케로로 1기 극장판 - 미라라
- 극장판 안녕 자두야 - 최자두
- 안녕 자두야 서유기: 어쩌다 영웅 - 최자두
- 안녕 자두야 스페셜: 언더 더 씨 - 최자두
- 메탈베이블레이드 (투니버스) - 제시카
- 명탐정 코난 극장판 1기 - 시한장치의 마천루 (투니버스) - 한아름
- 명탐정 코난 극장판 2기 - 14번째 표적 (투니버스) - 한아름
- 명탐정 코난 극장판 3기 - 세기말의 마술사 (투니버스) - 한아름
- 명탐정 코난 극장판 4기 - 눈동자 속의 암살자 (투니버스) - 한아름
- 명탐정 코난 극장판 5기 - 천국으로의 카운트다운 (투니버스) - 한아름, 안재희
- 명탐정 코난 극장판 6기 - 베이커가의 망령 (투니버스) - 한아름 , 이하연, 아이린 애들러
- 명탐정 코난 극장판 8기 - 은빛날개의 마술사 - 한아름
- 명탐정 코난 극장판 9기 - 수평선상의 음모 - 한아름
- 명탐정 코난 극장판 10기 - 탐정들의 진혼가 -한아름
- 명탐정 코난 극장판 11기 - 감벽의 관 - 한아름
- 명탐정 코난 극장판 12기 - 전율의 악보 - 한아름
- 명탐정 코난 극장판 13기 - 칠흑의 추적자 - 한아름, 안재희
- 명탐정 코난 극장판 14기 - 천공의 난파선 (투니버스) - 한아름
- 명탐정 코난 극장판 15기 - 침묵의 15분 - 한아름
- 명탐정 코난 극장판 16기 - 11번째 스트라이커 - 한아름
- 명탐정 코난 극장판 18기 - 이차원의 저격수 - 한아름
- 명탐정 코난 극장판 21기 - 진홍의 연가 - 한아름
- 명탐정 코난 극장판 22기 - 제로의 집행인 - 한아름
- 명탐정 코난 극장판 27기 - 100만 달러의 오릉성 - 요시다 아유미 / 나카모리 아오코 / 쿠도 유키코
- 짱구는 못말려 극장판: 부리부리 왕국의 보물 - 철수, 차미리
- 짱구는 못말려 극장판: 핸더랜드의 대모험 - 철수, 토페마
- 짱구는 못말려 극장판: 폭발! 온천 부글부글 대작전 - 짱아, 철수, 구리미
- 짱구는 못말려 극장판: 태풍을 부르는 황금 스파이 대작전 - 오뀌다, 짱아, 철수
- 짱구는 못말려 극장판: 나의 이사 이야기 선인장 대습격 - 짱아, 철수
- 짱구는 못말려 극장판: 폭풍수면! 꿈꾸는 세계 대돌격 - 짱아, 철수
- 짱구는 못말려 극장판: 습격!! 외계인 덩덩이 - 짱아, 철수
- 짱구는 못말려 극장판: 아뵤! 쿵후보이즈 ~라면 대란~ - 짱아, 철수
- 짱구는 못말려 극장판: 신혼여행 허리케인 ~사라진 아빠~ - 짱아, 철수
- 짱구는 못말려 극장판: 수수께끼! 꽃피는 천하떡잎학교 - 짱아, 철수
- 짱구는 못말려 극장판: 동물소환 닌자 배꼽수비대 - 짱아, 철수
- 극장판 짱구는 못말려: 우리들의 공룡일기 - 짱아, 철수
- 극장판 짱구는 못말려: 격돌! 낙서왕국과 얼추 네 명의 용사들 - 짱아
- 원더풀 데이즈 - 에타
- 원피스 12기 극장판-film Z - 아인
- 톰과 제리 극장판  (카툰네트워크) - 소녀
- 메이저 극장판 - 우정의 강속구 (투니버스) - 홍승표
- 나루토 질풍전 극장판 - 블러드 프리즌 (투니버스) - 사쿠라
- 닥터 슬럼프 극장판 - 펭귄 마을은 언제나 맑음 (카툰네트워크) - 홍단비 선생님, 피피, 여우
- 닥터 슬럼프 극장판 - 응짜! 사랑을 담아, 펭귄마을 올림 (카툰네트워크) - 홍단비 선생님, 피피, 공주
- 나루토 질풍전 극장판(인연) - 숙명의 재회 (투니버스) - 사쿠라
- 토리코 극장판 : 미식신의 스페셜메뉴 - 아야메
- 빨간 머리 앤 - 네버 엔딩 스토리 -  - 다이애나
- 극장판 포켓몬스터: 루기아의 탄생 - 최이슬
- 극장판 포켓몬스터: 결정탑의 제왕 앤테이 - 최이슬
- 극장판 포켓몬스터 뮤츠의 역습 EVOLUTION - 최이슬
- 포켓몬 더 무비 XY: 후파: 광륜의 초마신 - 굴레에 빠진 후파
- 포켓몬스터: 성도지방 이야기, 최종장 - 최이슬
- 리틀 프린세스 소피아: 엘레나와 비밀의 아발로 왕국 - 이사벨
- 원피스 필름 골드 - 카리나
- 극장판 에그엔젤 코코밍:푸르밍과 두근두근 코코밍 세계 - 럭키밍
- 극장판 요괴워치: 섀도우 사이드 도깨비 왕의 부활 - 윤단아
- 신비아파트: 금빛 도깨비와 비밀의 동굴 - 가은
- 신비아파트 극장판 차원도깨비와 7개의 세계 - 가은
- 신비아파트 특별편: 붉은 눈의 사신 - 가은
- 날아라! 호빵맨 꿈고양이 나라의 야옹이 - 야옹이
- 주먹왕 랄프 2: 인터넷 속으로 - 오로라
- 극장판 공룡메카드: 타이니소어의 섬 - 티라라 / 실루아
- 다마고치 극장판 1기: 두근두근 우주의 미아 (카툰네트워크) - 민들래
- 다마고치 극장판 2편: 우주제일의 행복한 이야기 (카툰네트워크) - 키키치
- 마이 리틀 포니: 더 무비 - 래리티
- 마이 리틀 포니: 레인보우 로드 트립 - 래리티
- 마이 리틀 포니: 최고로 멋진 선물 - 래리티
- 이퀘스트리아 걸스: 명절 이야기 모음 - 래리티
- 이퀘스트리아 걸스: 엉망진창 봄방학 - 래리티
- 이퀘스트리아 걸스: 잊혀진 우정 - 래리티
- 이퀘스트리아 걸스: 선셋의 백스테이지 패스 - 래리티
- 사랑의 하츄핑 - 벨리타 / 여자아이
- 모아나 2 - 사나
- 엘리오 - 퀘스타 대사

### 특촬물
- 파워레인저 레스큐 (투니버스) - 다나 미첼
- 가면라이더 가부토 (챔프) - 텐도 쥬카
- 파워레인저 캡틴포스 (챔프) - 마리 (고핑크)
- 가면라이더 고스트 (챔프) - 문슬기(츠키무라 아카리)
- 퓨어엔젤 미라클 매직 (투니버스) - 마린

### 외화

#### 드라마
- 아이칼리 (니켈로디언)
- 말괄량이 마법학교 (투니버스)
- 명탐정 코난 드라마스페셜 - 남도일에게 보내는 도전장 (투니버스) - 아름 / 여학생2
- 어린이 경찰 (투니버스) - 카와시마 칸타

#### 영화
- 말레피센트 2  - 말레피센트 (안젤리나 졸리)
- 사막의 뱀파이어 (SBS)
- 이터널스 - 테나(안젤리나 졸리)
- 클리포드 더 빅 레드 독 - 매기 (시에나 길로리)
- 해리포터와 불의 잔 - 초 챙 (케이티 렁) / 패르바티

### 방송
- 굿모닝 대한민국 (KBS)
- 골든 탬버린 (Mnet)

### 게임
- 가디언테일즈: 여기사
- 기동전사 건담 : 해후의 우주 - 세이라 마스, 잭크리느 시몬
- 길티기어 이그젝스 샤프리로드 - 브리짓
- 괴리성 밀리언아서 - 아장형 아서 기교의 장
- 그랜드체이스 - 라임
- 디아블로3 - 레아, 디아블로(최낙윤과 섞임)
- 라임 오딧세이 - 게임 오프닝, 투르가 종족 오프닝, 시스템 메세지 (1차 CBT~톡톡플러스 OBT)
- 로스트 오딧세이 - 맥
- 리그 오브 레전드 - 피오라,바이
- 마비노기 - 로나
- 메이플스토리 - 여자 제논, 베릴, 루티
- 메이플스토리 2 - 기본 캐릭터(여자), 키스미 퀸
- 로스트아크 베아트리스, 사샤, 아제나 그 외 많은 단역들
- 블레이드앤소울 - 포화란, 청이
- 사이퍼즈 - 신비의 린, 경이의 피터
- 삼국지 온라인
- 세븐나이츠 - 카린
- 스타크래프트 II 시리즈
- 스타크래프트 II: 자유의 날개 - 아리엘 헨슨
- 스타크래프트 II: 군단의 심장 - 라사라(Lasarra)
- 스타 프로젝트 - 은 미유(여)
- 아머드 코어 넥서스 - 수송기 통신사, 나레이터
- 에이지 오브 코난
- 엘소드 - 아라 한
- 진삼국무쌍3 - 대교 , 소교
- 진삼국무쌍4 - 대교, 소교
- 짱구는 못말려 DS 알쏭달쏭 크레용 대작전! (닌텐도) - 지혜 누나
- 천지의 문 - 리인, 유이민
- 최강의군단 - 마리, 마인드
- 타르타로스 온라인 - 루코, 바르바로사
- 테일즈런너 - 마키
- 하프라이프2 - 감시 부대
- 삼국블레이드 - 대교, 소교
- 애프터라이프 - 카티
- 쿠키런: 킹덤 - 팬케이크맛 쿠키
- 쿠키런: 킹덤 - 크루아상맛 쿠키(npc)
- 원신 - 앨리스

### 라디오
- 2016년 EBS FM 《EBS 책 읽어주는 라디오 낭독 시리즈》

### 기타
- 에버랜드 - 라이라, 라라, 안내방송
- 캐리비안 베이 - 안내방송
- TJ미디어 - 질러넷 (2005년 ~ 2009년)
- 정령왕 엘퀴네스 - 엘퀴네스

## 같이 보기
- 투니버스